# 神南町
神南町（じんなんちょう）は、兵庫県神崎郡にあった町。現在の姫路市船津町・山田町各町・豊富町各町にあたる。

## 地理
- 山岳：畑山
- 河川：市川、平田川

## 歴史
- 1956年（昭和31年）4月3日 - 船津村・山田村・豊富村が合併して発足。
- 1958年（昭和33年）1月1日 - 姫路市に編入。同日神南町廃止。

## 交通

### 道路
現在は旧村域に播但連絡道路の豊富ランプ・船津ランプが所在するが、当時は未開通。